# گمینا کوژگوووه
گمینا کوژگوووه (به لهستانی:  Gmina Koziegłowy) یک گمینا در لهستان است که در شهرستان مشکوف واقع شده‌است. گمینا کوژگوووه ۱۵۹٫۱۶ کیلومتر مربع مساحت و ۱۴٬۴۲۰ نفر جمعیت دارد.